# دانشگاه سنت جان شانگهای
دانشگاه سنت جان شانگهای (انگلیسی: St. John's University, Shanghai) دانشگاه خصوصی مستقر در شهر شانگهای، چین بود، که در سال ۱۸۷۹ تأسیس شد و در سال ۱۹۵۲ منحل گردید.